# Championnat du Japon de football 2019
Navigation
J1 League 2018 J1 League 2020
Le Championnat du Japon de football 2019 est la 54e édition de la première division japonaise et la 27e édition de la J.League. Le championnat a débuté le 22 février 2019 et s'est achevé le 7 décembre 2019. 
Les meilleurs de ce championnat se qualifient pour la compétition continentale qu'est la Ligue des Champions de l'AFC. Le nombre de qualifiés en Ligue des Champions via le championnat, de trois à quatre, varie en fonction du vainqueur de la coupe nationale, la coupe de l'Empereur.

## Les clubs participants
Les 15 premiers de la J League 2018, les trois premiers de la J2 League 2018 participent à la compétition.
| Club                       | Dernière montée | Ville     | Classement 2018 | Entraîneur          | Depuis | Stade                          | Capacité | Nombre de saisons |
| -------------------------- | --------------- | --------- | --------------- | ------------------- | ------ | ------------------------------ | -------- | ----------------- |
| Kawasaki Frontale          | 2005            | Kawasaki  | 1er             | Toru Oniki          | 2017   | Stade d'athlétisme de Todoroki | 27 495   | 15                |
| Sanfrecce Hiroshima        | 2009            | Hiroshima | 2e              | Hiroshi Jofuku      | 2018   | Grande Arche d'Hiroshima       | 50 000   | 24                |
| Kashima Antlers            | -               | Kashima   | 3e              | Go Oiwa             | 2017   | Stade de Kashima               | 40 728   | 26                |
| Hokkaido Consadole Sapporo | 2017            | Sapporo   | 4e              | Mihailo Petrović    | 2018   | Dôme de Sapporo                | 42 122   | 7                 |
| Urawa Red Diamonds         | 2001            | Saitama   | 5e              | Takafumi Hori       | 2019   | Stade Saitama 2002             | 63 700   | 25                |
| FC Tokyo                   | 2012            | Tokyo     | 6e              | Kenta Hasegawa      | 2018   | Stade Ajinomoto                | 50 000   | 18                |
| Cerezo Osaka               | 2017            | Osaka     | 7e              | Miguel Ángel Lotina | 2019   | Stade Nagai                    | 50 000   | 20                |
| Shimizu S-Pulse            | 2017            | Shizuoka  | 8e              | Jan Jönsson         | 2018   | Stade du parc Nihondaira       | 20 299   | 25                |
| Gamba Osaka                | 2014            | Suita     | 9e              | Tsuneyasu Miyamoto  | 2018   | Stade de football de Suita     | 40 000   | 25                |
| Vissel Kobe                | 2014            | Kobe      | 10e             | Thorsten Fink       | 2019   | Stade du parc Misaki           | 30 132   | 20                |
| Vegalta Sendai             | 2010            | Sendai    | 11e             | Susumu Watanabe     | 2014   | Stade de Sendai                | 19 694   | 11                |
| Yokohama F. Marinos        | -               | Yokohama  | 12e             | Ange Postecoglou    | 2018   | Stade Nissan                   | 72 327   | 26                |
| Shonan Bellmare            | 2018            | Hiratsuka | 13e             | Bin Ukishima        | 2019   | Hiratsuka Stadium              | 18 500   | 11                |
| Sagan Tosu                 | 2012            | Tosu      | 14e             | Massimo Ficcadenti  | 2016   | Stade de Tosu                  | 24 460   | 7                 |
| Nagoya Grampus             | 2018            | Nagoya    | 15e             | Yahiro Kazama       | 2017   | Stade Toyota                   | 45 000   | 25                |
| Júbilo Iwata               | 2016            | Iwata     | 16e             | Hideto Suzuki       | 2019   | Stade Yamaha                   | 16 893   | 23                |
| Matsumoto Yamaga FC        | 2019            | Matsumoto | 1er             | Yasuharu Sorimachi  | 2012   | Matsumoto Stadium              | 20 000   | 2                 |
| Oita Trinita               | 2019            | Ōita      | 2e              | Tomohiro Katanosaka | 2016   | Stade d'Oita                   | 40 000   | 9                 |

- Tenant du titre et qualifié pour la phase de groupe de la Ligue des champions de l'AFC 2019
- Qualifié pour le tour préliminaire de la Ligue des champions de l'AFC 2019
- Promu de la J2 League 2018

### Localisation des clubs
| \| Clubs du Grand Tokyo · FC Tokyo (Tokyo) · Kawasaki Frontale (Kanagawa) · Kashima Antlers (Ibaraki) · Urawa Red Diamonds (Saitama) · Shonan Bellmare (Kanagawa) · Yokohama F. Marinos (Kanagawa) Grand Tokyo Cerezo Osaka Sanfrecce Hiroshima Gamba Osaka Vissel Kobe Oita Trinita Hokkaido Consadole Sapporo Vegalta Sendai Shimizu S-Pulse Nagoya Grampus Sagan Tosu Matsumoto Yamaga FC Júbilo Iwata \| Localisation des clubs engagés dans le championnat. |
| Clubs du Grand Tokyo · FC Tokyo (Tokyo) · Kawasaki Frontale (Kanagawa) · Kashima Antlers (Ibaraki) · Urawa Red Diamonds (Saitama) · Shonan Bellmare (Kanagawa) · Yokohama F. Marinos (Kanagawa) Grand Tokyo Cerezo Osaka Sanfrecce Hiroshima Gamba Osaka Vissel Kobe Oita Trinita Hokkaido Consadole Sapporo Vegalta Sendai Shimizu S-Pulse Nagoya Grampus Sagan Tosu Matsumoto Yamaga FC Júbilo Iwata                                                           |

| Clubs du Grand Tokyo · FC Tokyo (Tokyo) · Kawasaki Frontale (Kanagawa) · Kashima Antlers (Ibaraki) · Urawa Red Diamonds (Saitama) · Shonan Bellmare (Kanagawa) · Yokohama F. Marinos (Kanagawa) Grand Tokyo Cerezo Osaka Sanfrecce Hiroshima Gamba Osaka Vissel Kobe Oita Trinita Hokkaido Consadole Sapporo Vegalta Sendai Shimizu S-Pulse Nagoya Grampus Sagan Tosu Matsumoto Yamaga FC Júbilo Iwata |

## Compétition

### Classement
Source : CLASSEMENT J1 LEAGUE 2019 sur transfermarkt.fr
| Rang | Équipe                     | Pts | J  | G  | N  | P  | Bp | Bc | Diff |
| ---- | -------------------------- | --- | -- | -- | -- | -- | -- | -- | ---- |
| 1    | Yokohama F. Marinos        | 70  | 34 | 22 | 4  | 8  | 68 | 38 | +30  |
| 2    | FC Tokyo                   | 64  | 34 | 19 | 7  | 8  | 46 | 29 | +17  |
| 3    | Kashima Antlers            | 63  | 34 | 18 | 9  | 7  | 54 | 30 | +24  |
| 4    | Kawasaki Frontale T S L    | 60  | 34 | 16 | 12 | 6  | 57 | 34 | +23  |
| 5    | Cerezo Osaka               | 59  | 34 | 18 | 5  | 11 | 39 | 25 | +14  |
| 6    | Sanfrecce Hiroshima        | 55  | 34 | 15 | 10 | 9  | 45 | 29 | +16  |
| 7    | Gamba Osaka                | 47  | 34 | 12 | 11 | 11 | 54 | 48 | +6   |
| 8    | Vissel Kobe C              | 47  | 34 | 14 | 5  | 15 | 61 | 59 | +2   |
| 9    | Oita Trinita P             | 47  | 34 | 12 | 11 | 11 | 35 | 35 | 0    |
| 10   | Hokkaido Consadole Sapporo | 46  | 34 | 13 | 7  | 14 | 54 | 49 | +5   |
| 11   | Vegalta Sendai             | 41  | 34 | 12 | 5  | 17 | 38 | 45 | -7   |
| 12   | Shimizu S-Pulse            | 39  | 34 | 11 | 6  | 17 | 45 | 69 | -24  |
| 13   | Nagoya Grampus             | 37  | 34 | 9  | 10 | 15 | 45 | 50 | -5   |
| 14   | Urawa Red Diamonds         | 37  | 34 | 9  | 10 | 15 | 34 | 50 | -16  |
| 15   | Sagan Tosu                 | 36  | 34 | 10 | 6  | 18 | 32 | 53 | -21  |
| 16   | Shonan Bellmare            | 36  | 34 | 10 | 6  | 18 | 40 | 63 | -23  |
| 17   | Matsumoto Yamaga FC P      | 31  | 34 | 6  | 13 | 15 | 21 | 40 | -19  |
| 18   | Júbilo Iwata               | 31  | 34 | 8  | 7  | 19 | 29 | 51 | -22  |

|  | Qualification pour la Ligue des champions de l'AFC 2020 |
|  | Qualification pour le tour préliminaire de la Ligue des champions de l'AFC 2020                                                                                          |
|  | Reléguer en J League 2 2020 |
|  | T : Tenant du titre C : Vainqueur de la Coupe de l'Empereur 2019 L : Vainqueur de la Coupe de la Ligue 2019 S : Vainqueur de la Supercoupe du Japon 2019 P : Promu de D2 |

### Barrage montée-relégation
Le match oppose le 16e de la première division contre le troisième de la deuxième division. Si le match du barrage fini par un match nul, le 16e de la première division se maintient.
| 8 décembre 2018 | Shonan Bellmare | 1 - 1   | Tokushima Vortis | Hiratsuka Stadium, Hiratsuka                    |                                                 |
|                 | Matsuda 64e     | (0 - 1) | 20e Suzuki       | Spectateurs : 13 814 Arbitrage : Masaaki Iemoto | Spectateurs : 13 814 Arbitrage : Masaaki Iemoto |
|                 | Rapport         |         |                  | Spectateurs : 13 814 Arbitrage : Masaaki Iemoto | Spectateurs : 13 814 Arbitrage : Masaaki Iemoto |

## Résultats
Le tableau suivant récapitule les résultats « aller » et « retour » du championnat :
| Résultats (▼dom., ►ext.)                                   | KASA | BEL | COSA | SAP | YOK | KAW | GASA | NAG | IWA | URA | TOS | HIR | SHI | FCT | OIT | SEN | KOB | MAT |
| Kashima Antlers                                            |      | 1-0 | 2-0  | 1-1 | 2-1 | 0-2 | 2-2  | 2-1 | 2-0 | 1-0 | 2-1 | 2-2 | 3-0 | 2-0 | 1-2 | 1-0 | 1-3 | 5-0 |
| Shonan Bellmare                                            | 3-2  |     | 0-2  | 2-0 | 1-2 | 0-5 | 0-3  | 1-1 | 0-2 | 1-1 | 2-3 | 1-0 | 0-6 | 2-3 | 0-1 | 2-1 | 3-1 | 1-1 |
| Cerezo Osaka                                               | 0-1  | 1-0 |      | 0-1 | 3-0 | 2-1 | 3-1  | 3-0 | 2-0 | 1-2 | 1-2 | 0-1 | 2-1 | 1-0 | 0-0 | 0-0 | 1-0 | 1-1 |
| Consadole Sapporo                                          | 1-3  | 5-2 | 0-1  |     | 3-0 | 1-2 | 0-0  | 3-0 | 1-2 | 1-1 | 3-1 | 1-0 | 5-2 | 1-1 | 1-2 | 1-3 | 2-1 | 1-1 |
| Yokohama F. Marinos                                        | 2-1  | 3-1 | 1-2  | 4-2 |     | 2-2 | 3-1  | 1-1 | 4-0 | 3-1 | 0-0 | 3-0 | 0-1 | 3-0 | 1-0 | 2-1 | 4-1 | 1-0 |
| Kawasaki Frontale                                          | 1-1  | 2-0 | 1-1  | 1-1 | 1-4 |     | 0-1  | 1-1 | 2-0 | 1-1 | 0-0 | 2-1 | 2-2 | 0-0 | 3-1 | 3-1 | 1-2 | 0-0 |
| Gamba Osaka                                                | 1-1  | 1-0 | 1-0  | 5-0 | 2-3 | 2-2 |      | 2-3 | 1-1 | 0-1 | 1-0 | 1-1 | 1-0 | 0-0 | 1-1 | 2-0 | 3-4 | 4-1 |
| Nagoya Grampus                                             | 0-1  | 0-2 | 2-0  | 4-0 | 1-5 | 3-0 | 2-2  |     | 1-0 | 2-0 | 0-0 | 1-0 | 1-2 | 1-2 | 1-1 | 0-2 | 3-0 | 0-1 |
| Júbilo Iwata                                               | 1-1  | 2-3 | 0-2  | 1-2 | 0-2 | 1-3 | 0-0  | 2-1 |     | 1-3 | 2-2 | 0-2 | 1-2 | 0-1 | 1-2 | 2-0 | 1-1 | 1-1 |
| Urawa Red Diamonds                                         | 1-1  | 2-3 | 1-2  | 0-2 | 0-3 | 0-2 | 2-3  | 2-2 | 0-1 |     | 2-1 | 0-4 | 2-1 | 1-1 | 0-1 | 1-0 | 1-0 | 1-2 |
| Sagan Tosu                                                 | 1-0  | 0-2 | 0-1  | 0-2 | 1-2 | 0-1 | 3-1  | 0-4 | 1-0 | 3-3 |     | 0-2 | 4-2 | 2-1 | 2-2 | 2-1 | 1-6 | 1-0 |
| Sanfrecce Hiroshima                                        | 0-0  | 2-0 | 1-1  | 1-0 | 0-1 | 3-2 | 3-0  | 1-1 | 0-0 | 1-1 | 0-1 |     | 1-1 | 0-1 | 0-0 | 1-0 | 6-2 | 1-0 |
| Shimizu S-Pulse                                            | 0-4  | 1-3 | 1-0  | 0-8 | 3-2 | 0-4 | 2-4  | 3-2 | 1-2 | 0-2 | 1-0 | 1-2 |     | 0-2 | 1-1 | 4-3 | 2-1 | 1-0 |
| FC Tokyo                                                   | 3-1  | 1-1 | 3-0  | 2-0 | 4-2 | 0-3 | 3-1  | 1-0 | 1-0 | 1-1 | 2-0 | 0-1 | 2-1 |     | 3-1 | 1-0 | 0-1 | 2-0 |
| Oita Trinita                                               | 0-1  | 2-1 | 0-2  | 2-1 | 2-0 | 0-1 | 2-1  | 1-1 | 1-2 | 2-0 | 2-0 | 0-1 | 1-1 | 0-2 |     | 2-0 | 1-1 | 0-1 |
| Vegalta Sendai                                             | 0-4  | 1-1 | 0-2  | 2-1 | 1-1 | 2-2 | 2-1  | 3-1 | 2-1 | 0-0 | 3-0 | 2-1 | 2-0 | 2-0 | 2-0 |     | 1-3 | 0-1 |
| Vissel Kobe                                                | 0-1  | 4-1 | 1-0  | 2-3 | 0-2 | 1-2 | 2-2  | 5-3 | 4-1 | 3-0 | 1-0 | 2-4 | 1-1 | 1-3 | 2-2 | 2-0 |     | 2-1 |
| Matsumoto Yamaga FC                                        | 1-1  | 1-1 | 0-2  | 0-0 | 0-1 | 0-2 | 1-3  | 1-1 | 0-1 | 0-1 | 1-0 | 2-2 | 1-1 | 0-0 | 0-0 | 0-1 | 2-1 |     |
| - Victoire à domicile - Match nul - Victoire à l'extérieur |      |     |      |     |     |     |      |     |     |     |     |     |     |     |     |     |     |     |

## Statistiques

### Meilleurs buteurs
|                    | Buteur            | Club                       | Buts | Pen. | MJ | BM%  | Min.  |
| ------------------ | ----------------- | -------------------------- | ---- | ---- | -- | ---- | ----- |
| Médaille d'or      | Teruhito Nakagawa | Yokohama F. Marinos        | 15   | 0    | 33 | 0,45 | 2 790 |
| Médaille d'argent  | Marcos Júnior     | Yokohama F. Marinos        | 15   | 5    | 33 | 0,45 | 2 647 |
| Médaille de bronze | Diego Oliveira    | FC Tokyo                   | 14   | 4    | 33 | 0,42 | 2 797 |
| 4                  | Douglas           | Shimizu S-Pulse            | 14   | 2    | 30 | 0,47 | 2 312 |
| 5                  | Musashi Suzuki    | Hokkaido Consadole Sapporo | 13   | 2    | 33 | 0,39 | 2 875 |
| 6                  | Yu Kobayashi      | Kawasaki Frontale          | 13   | 1    | 31 | 0,42 | 2 109 |
| 7                  | David Villa       | Vissel Kobe                | 13   | 4    | 28 | 0,46 | 2 112 |
| 8                  | Serginho          | Kashima Antlers            | 12   | 2    | 33 | 0,36 | 2 371 |
| 9                  | Shinzo Koroki     | Urawa Red Diamonds         | 12   | 2    | 31 | 0,39 | 2 458 |
| 10                 | Edigar Junio      | Yokohama F. Marinos        | 11   | 3    | 16 | 0,69 | 1 179 |

| Source : CLASSEMENT DES BUTEURS J1 LEAGUE 2019 Légende Pen. : Nombre de pénaltys MJ : Nombre de matchs joués BM% : Ratio de buts par match Min. : Temps de jeu total en minutes |

## Parcours continental des clubs
Le parcours des clubs japonais en Ligue des champions de l'AFC est important puisqu'il détermine le coefficient AFC japonais, et donc le nombre de clubs japonais présents dans la compétition les années suivantes.
| Club                | Compétition         | Résultat        | Ultime(s) adversaire(s) | Ultime(s) adversaire(s) | Ultime(s) adversaire(s) |
| ------------------- | ------------------- | --------------- | ----------------------- | ----------------------- | ----------------------- |
| Kawasaki Frontale   | Ligue des champions | Phase de groupe | Ulsan Hyundai           | Shanghai Port           | Sydney FC               |
| Sanfrecce Hiroshima | Ligue des champions | 1/8 de finale   | Kashima Antlers         | Kashima Antlers         | Kashima Antlers         |
| Kashima Antlers     | Ligue des champions | 1/4 de finale   | Guangzhou FC            | Guangzhou FC            | Guangzhou FC            |
| Urawa Red Diamonds  | Ligue des champions | Finaliste       | Al-Hilal                | Al-Hilal                | Al-Hilal                |